# 和希優美
和希 優美（かずき ゆみ、1985年12月4日 - ）は、日本のタレント、女優。茨城県水戸市生まれ。

## 来歴
- ドラマ・CM出演や企業イメージモデル、雑誌でのビューティモデルなどの出演の傍ら、最近では自身で撮影編集しているYOUTUBEチャンネルも人気があり、多方面で活動している。
- 特技は剣道(初段)、写真。
- 特技の剣道から殺陣も習っており、振り袖の着付けも出来る[1]。
- 水戸市で毎年3月に行われている納豆イベント、 第11回「水戸納豆早食い世界大会」総合司会を務めた[2]。
- 運転免許は父親の勧めでMTを取得。
- 5歳下の妹である和希詩織もモデルとして活躍している。過去に『popteen』や『Cawaii』の読者モデルとして活躍していた。仲の良い姉妹として、映画アナと雪の女王のWebコンテンツではモデルとして姉妹で出演し、注目の姉妹としても掲載された。
- ハンドモデルとしても、広告に多数出演している。
- 楽天内で開催されたファッションコンテンツのオーディションではグランプリ。楽天内コンテンツにてモデルとして多数出演してる。
- 過去には佐々木希がイメージキャラクターを務めたブランドプレス業にも参加していた。

## エピソード
- 過去、多数のblog（ブログ）の更新を頻繁に行なっていたが2010年3月から1年間、yaplog!のオフィシャルブロガ―として 和希優美オフィシャルブログ を書いていた。 bea’s UP×yaplog!コラボレーションブログではビューティ☆ブロガーの一員として気になる美のもとを紹介していた。
- DARTSLIVE社から発行される、数少ないプレイヤー自身の写真テーマを所有している。

## 出演

### テレビドラマ
- 水曜ミステリー9「監察医・篠宮葉月 死体は語る｣（テレビ東京 2011年）ホステス役
- オシャレに恋したシンデレラ～おかりえが夢を叶えるまで～（BeeTV 2011年）モデル役
- 土曜ワイド劇場「私は代行屋! 葛城晴子の事件ファイル｣ （朝日放送 2011年）キャバ嬢役
- 海賊戦隊ゴーカイジャー 第11話（テレビ朝日 2011年）部長役
- D×TOWN「太陽は待ってくれない」第2話（テレビ東京 2012年）
- 運命の人（TBS　2012年）
- トッカン 第3話（日本テレビ 2012年）
- 孤独のグルメ Season2 第2話 （2012年10月17日、テレビ東京) - 女性客1 役
- ドクターX〜外科医・大門未知子〜 第1話（テレビ朝日 2012年）彼女役
- 俺のダンディズム（テレビ東京 2014年）傘屋店員役
- 獣医さん、事件ですよ 第6話（読売テレビ  2014年）同僚役
- 陰陽師（テレビ朝日ドラマスペシャル枠 2015年9月13日）女御芳子役

### バラエティ
- ODAIDAJUKEBOX（BS11 2008年10月 - 2008年12月）レギュラー
- ディズニー祭り（スカパー! 2008年） ナビゲーター
- J-SPO（TBS 2008年）ゴルフ対決アシスタント
- EXH〜EXILE HOUSE〜（TBS 2009年）アシスタント
- U・LA・LA@7（TOKYO MX 2010年）

### ラジオ
- ODAIDA RAINBOW STATOIN!（ラジオ、ワッチミーTV 2008年10月 - ）MCアシスタント
- キワドイ日本語劇場（ラジオ 2009年1月 - ）
- 飛び出せ!イマドキッ (MBSラジオ2010年 ゲスト出演)

### CM
- 東武ニューハウス(2009年)
- グリーンジャンボ宝くじ(2010年)
- めざまる情報便「セブイレブンフェア」(2010年)
- 年末ジャンボ宝くじ(2010年)
- DMM.com「いろいろレンタル編」(2010年)
- AEON(イオン)「みんなのゆかた☆AEON」(2012年)
- 龍角散「龍角散ダイレクト」Friend-Ship Project CF(2014年)
- アサヒビール株式会社　アサヒスーパードライ(2014年)
- ディズニー「ミッキーとダッフィーのスプリングヴォヤッジ」(2014年)
- 楽天株式会社　楽天ショウタイムweb限定 (2015年)

### 広告・カタログ
- NTTdocomo「906i動画エンジョイBOOK」（2008年）
- APRILS.co., イメージモデル(2009年)
- 三菱地所レジデンス「BELISTA横浜｣(2011年)

### イメージキャラクター
- ディオントーキョー「『Dio♡Duo』年間イメージガール」（2008年）
- 株式会社ゼウス・エンタープライズ 「2009年度イメージキャラクター」 （2008年）
- TSBS東京綜合美容専門学校「08年度表紙」 （2008年）
- 東京法経学院「年間契約イメージモデル」（2008年）

### 雑誌
- Fly Rodders  (地球丸)2011年7月号より連載
- SCawaii（主婦の友社）
- bea's UP（スタンダードマガジン）

### プロデュース
- サントリー MIDORIカクテルコラボ

### イベント
- 第11回「水戸納豆早食い世界大会」総合司会[3]